# Villa Minozzo
Villa Minozzo es un municipio situado en el territorio de la provincia de Reggio Emilia, en Emilia-Romaña (Italia). Se encuentra alrededor de 70 km al oeste de Bolonia y alrededor de 40 km al suroeste de Reggio Emilia. 
Su territorio incluye la estación de esquí de Febbio y el pico más alto de la provincia, el monte Cusna (2121 m). A través de la frazione de Civago y el paso Forbici (1574 m), se puede llegar a la Garfagana.

## Demografía
| Gráfica de evolución demográfica de Villa Minozzo entre 1861 y 2001 |
|                                                                     |
| Fuente ISTAT - elaboración gráfica de Wikipedia                     |